# ضياء سالم
ضياء سالم كاتب وسيناريست عراقي الجنسية ولد عام (1960) عُرف بمسلسل قنبرعلي. حاصل على  جائزة أفضل نص مسرحي عام 1993.

## سيرته الذاتية
أصدر ضياء سالم مجموعته القصصية الأولى وكانت بعنوان (كرات ملونة)، ثم اصدر مجموعته الثانية (فراشات بيض) التي أثارت جدلًا كبيرًا في الوسط الأدبي كونها تناولت موضوعة محرمة، موضوعة السجن، وقد جاء هذا التناول الجسور للكاتب بعد أن سحق كيانه في السجن، انتقل (ضياء سالم) إلى المسرح وحقق في المسرح إنجازات مهمة، حيث حصل على الجائزة الأولى عام 1993 على جائزة أفضل نص مسرحي عن مسرحيته (انتظريني أيتها السنوات) وفي عام 1995 حصل على جائزة أفضل نص مسرحي عن مسرحيته (بعيدا بانتظار الضوء) لكن الجائزة حُجِبت كونه أدان الحرب، وظل (ضياء سالم) وفيا للتناول الجسور حيث قدم مسرحيات مهمة تثير الجدل في بنائها النفسي والأدبي وكتب مسرحية (بياض الظل) والتي حصدت جميع جوائز المهرجان، ثم تلتها مسرحية (نقطة الفراغ) لتحصد جائزة أفضل عرض متكامل، وفي تلك الفترة انتقل الكاتب لكتابة السيناريو وكتب العديد من المسلسلات العراقية والعربية، مثل مسلسل (الخيول العربية) ومسلسل (الحلم) ومسلسل (حكاية مثل) ومسلسل (حب في قرية) وآخر مسلسل كتبه هو (قنبر علي) الذي إثارة ضجة كبيرة في الوسط الأدبي.
كتب وأخرج العديد من الأفلام الوثائقية، منها (سراق التاريخ) لقناة الشرقية وتناول الفيلم سرقة المتحف العراقي، وحضارة وادي الرافدين الذي تناول فيه التشكل الأول للحضارة العراقية، وفيلم (الدثار) عن دار العجزة وفيلم (أطفال الجنة) عن الأيتام في العراق، (ودموع الأمهات) عن جرائم القتل العشوائي في العراق وفيلم (طائر الالم) عن حياة الشاعر بدر شاكر السياب (دموع القصب) عن تجفيف الاهوار، (والاهوار أسطورة الجنوب) عن حياة أهل الهور (وحكاية زعيم) عن حياة الراحل عبد الكريم قاسم وفيلم (زمن الغبار) عن الدخول الأمريكي للعراق وفيلم (سليل الحضارتين) عن حياة المفكر (هادي العلوي) وفيلم (اسد كردستان) عن حياة الملا مصطفى البرزاني وأخرج العديد من الأفلام الوثائقية منها (مقبرة الغرباء) عن العراقيين المنفيين في العالم، وفيلم (عباد الشمس) وهو فيلم روائي قصير عن الحرب والطفولة وفيلم (صنع في العراق) لقناة الحرة وفيلم (النهر والمدينة) لقناة الحرة واسهم الكاتب (ضياء سالم) في العديد من الفضائيات حيث عمل مديرا لبرامج عديدة.